# Libbesdorf

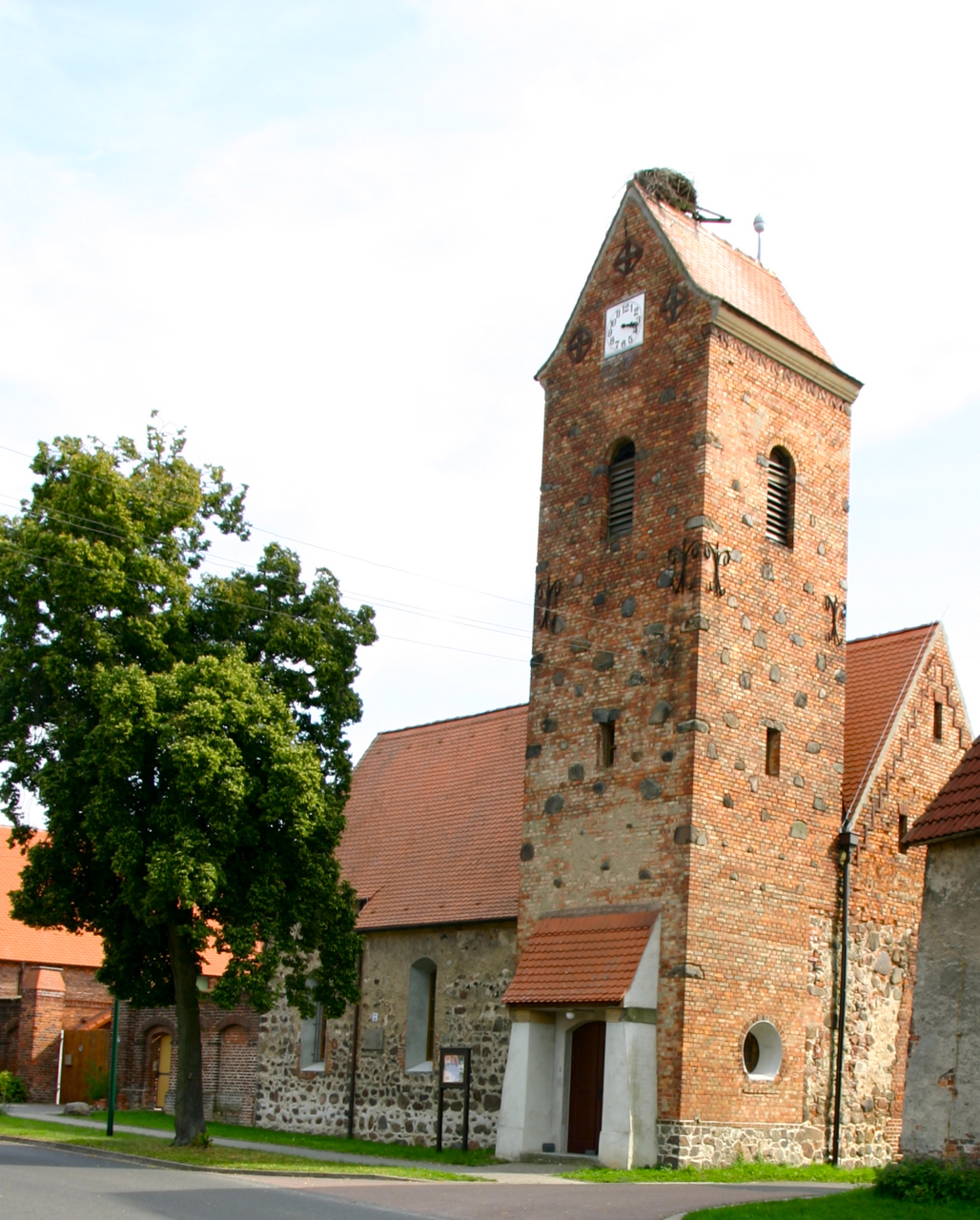
Libbesdorf (2011)

Libbesdorf este o comună din landul Saxonia-Anhalt, Germania.